# Jacky Durand
Jacky "Dudu" Durand, född den 10 februari 1967 i Laval, är en fransk före detta landsvägscyklist, som framförallt blev känd för sina långa, ibland segerrika, men ofta fruktlösa, utbrytningar. Hans främsta merit är segern i Flandern runt 1992, där han, tillsammans med schweizaren Thomas Wegmüller, angrep med 217 kilometer kvar av loppet, lämnade Wegmüller bakom sig och höll undan hela vägen till mållinjen. Därtill blev han fransk mästare i linjelopp 1993 och 1994, vann tre etapper i Tour de France (och utsågs även till tourens mest angreppsvillige deltagare 1998 och 1999), samt tog segern i Paris–Tours 1998.
Efter karriären arbetar Durand som expertkommentator på Eurosport.

## Meriter
1988
Vinnare av etapp 4a (ITT) i Circuit Franco-Belge
1990
4:a i Chrono des Herbiers
1991
Vinnare av Grand Prix d'Isbergues
1992
Vinnare av Ronde van Vlaanderen
1993
 Fransk mästare i linjelopp
 Vinnare av poängtävlingen i Critérium du Dauphiné Libéré
1994
 Fransk mästare i linjelopp
Vinnare av etapp 10 i Tour de France
Vinnare av etapperna 2 och 4 i Tour du Limousin
3:a i Polynormande
7:a totalt i Tour de l'Oise
1995
Vinnare av prologen i Tour de France
Vinnare av etapp 4 i Grand Prix du Midi Libre
3:a totalt i Tour de l'Oise
1996
2:a totalt i Tour du Poitou Charentes
2:a totalt i Tour de Normandie
2:a i Grand Prix de la ville de Rennes
3:a i Tour de Vendée
9:a totalt i Route du Sud
1997
2:a i A Travers le Morbihan
5:a i Paris–Bourges
5:a i Chrono des Herbiers
1998
Vinnare av Paris–Tours
Tour de France
Vinnare av etapp 8
 Vinnare av kombativitetstävlingen
Vinnare av etapp 2 i Tour de Luxembourg
2:a totalt i Polen runt
Vinnare av etapp 7
2:a i Châteauroux Classic de l'Indre
3:a totalt i Tour du Limousin
4:a i Chrono des Herbiers
4:a i Grand Prix des Nations
7:a i Grand Prix Eddy Merckx (med Marc Streel)
1999
Vinnare av etapp 5 i Paris–Nice
3:a i Châteauroux Classic de l'Indre
 Vinnare av kombativitetstävlingen i Tour de France
"Vinnare" av Lanterne rouge
2000
Franska mästerskapen
2:a i linjelopp
7:a i individuellt tempolopp
5:a totalt i Bayern Rundfahrt
2001
Vinnare av Tro Bro Leon
2:a totalt i Circuit Franco-Belge
7:a i Grand Prix de Fourmies
10:a i Chrono des Herbiers
10:a i Grand Prix Eddy Merckx (med Bradley McGee)
2002
Vinnare av etapp 1 i Critérium du Dauphiné Libéré
2:a totalt i Tour de Picardie
2:a i Paris–Tours